# گری لوک
گری لوک (به انگلیسی: Gary Locke) (زاده ۱۲ ژوئیه ۱۹۵۴ - لندن) بازیکن سابق فوتبال انگلیس و باشگاه فوتبال چلسی است. دروی به مدت ۱۳ سال برای تیم چلسی بازی کرده‌است.